# Gros Estéou
Ne doit pas être confondu avec l'Estéou, dans l'archipel du Riou
Gros Esteu est un îlot de la rade de Marseille, faisant partie de l'archipel du Frioul.
Esteu est le terme occitan qui désigne l'écueil.
Rocheuse, elle fait partie de l'Inventaire national du patrimoine naturel (INPN).